# Крейг Сміт (хокеїст)
Крейг Сміт (англ. Craig Smith; 5 вересня 1989, м. Медісон, США) — американський хокеїст, центральний нападник. Виступає за «Нашвілл Предаторс» у Національній хокейній лізі.
Виступав за Вісконсинський університет (NCAA), «Нашвілл Предаторс».
В чемпіонатах НХЛ — 277 матчів (65+79), у турнірах Кубка Стенлі — 8 матчів (2+4).
У складі національної збірної США учасник чемпіонатів світу 2011, 2012, 2013 і 2014 (29 матчів, 10+20).
Досягнення
- Бронзовий призер чемпіонату світу (2013)